# I fanciulli del West
Allegri Vagabondi (Way Out West), conosciuto anche come I fanciulli del West, è un film del 1937 diretto da James W. Horne e interpretato da Stan Laurel e Oliver Hardy.
È l’unico film Western girato dalla coppia Stanlio e Ollio (l’attore Oliver Hardy reciterà anni dopo in un altro western con John Wayne, ma senza essere affiancato da Stan Laurel).

## Trama

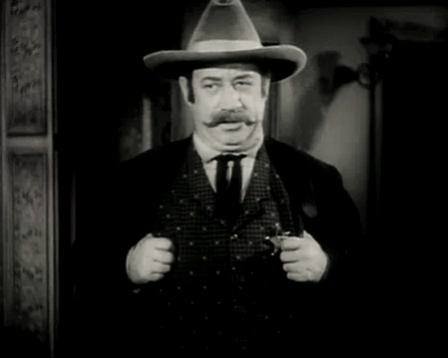
Stanley Fields nel ruolo dello sceriffo

Stanlio ed Ollio sono due viandanti, in compagnia solo di un mulo, che devono recarsi verso il villaggio di Brushwood Gulch, nel selvaggio West. I due amici sono stati incaricati di consegnare a Mary Roberts, una ragazza che lavora nel locale saloon, l'atto di proprietà di una ricchissima miniera d'oro che il padre di colei, Seymore "Sy" Roberts appena defunto ed amico dei due protagonisti, le ha lasciato in eredità.
Considerato che la strada è ancora lunga e dopo che Ollio (il quale, pur di non camminare, si fa trascinare dal mulo su una specie di slitta) cade in un fiume, infradiciandosi i vestiti, i due compari decidono di farsi dare un passaggio da una diligenza. Saliti a bordo, tentano di fare i playboy con una signora, ignorando che si tratta della moglie dello sceriffo di Brushwood Gulch. Arrivati in città, il marito, udite le lamentele della donna, minaccia Stanlio ed Ollio di morte se non se ne andranno con la successiva diligenza.
Maldestramente, Stanlio svela al proprietario del saloon l'esistenza del prezioso documento: costui, bramoso di appropriarsene, non li conduce da Mary, ma dalla sua compagna, Lola Marcel, che si traveste spacciandosi per la figlia del signor Roberts. Ricevuto l'atto di proprietà, con un escamotage riescono a far firmare a Mary una dichiarazione di cessione di proprietà.
I due "messaggeri", convinti di aver fatto il loro dovere, brindano con il locandiere e si apprestano ad andarsene, quando incrociano la vera Mary Roberts, che si qualifica. Accortisi della svista, i due irrompono nell'appartamento del padrone e, nel tentativo di appropriarsi del documento, scatenano un furioso inseguimento tra le stanze. D'un tratto, nell'appartamento, irrompe lo sceriffo, che minaccia di dar seguito alle proprie intenzioni omicide nei loro confronti. Stanlio ed Ollio, impauriti, fuggono a gambe levate dal villaggio e si rifugiano nei boschi.
La notte stessa i due ritornano al saloon e, dopo vari disastri, riescono a recuperare l'atto di proprietà ed a fuggire con Mary verso casa, nel profondo sud, in Georgia.

## Produzione
Oltre che negli Hal Roach Studios, la pellicola venne realizzata anche presso Santa Clarita, Sherwood Forest e Valencia, in California.
Il film è noto per i suoi originali effetti speciali: ad esempio Stanlio che riesce ad accendere il fuoco facendo schioccare il pollice e le sequenze in cui alcune parti del corpo degli attori si allungano all'inverosimile.
Altra famosa sequenza è quella in cui i due compari improvvisano un balletto sulle note di un complesso musicale country che sta suonando all'ingresso del saloon.

## Distribuzione italiana
Quando uscì in Italia nel 1938, Way Out West fu doppiato con il titolo I fanciulli del West dalla coppia Carlo Cassola e Paolo Canali, prime voci ufficiali di Stanlio e Ollio. Il doppiaggio, conservato e distribuito in VHS e in DVD, è pressoché integrale tranne la scena dove Finn e lo sceriffo dialogano in un cantuccio a parte mentre Lola Marcel si mette a cantare e a corteggiare i clienti della locanda durante uno spettacolo. La qualità tuttavia è scarsa a causa del deterioramento della pellicola in cui ci è giunta.
Nel 1986 fu pubblicata un'altra versione integrale per la RAI col doppiaggio di Enzo Garinei,  Giorgio Ariani e le musiche di Piero Montanari. Successivamente fu distribuita commercialmente in una ulteriore versione tagliata a 55 minuti. Il secondo  doppiaggioha il titolo Allegri vagabondi. Questo secondo doppiaggio è stato usato per la versione colorata.